# Dirk Elbers
Pour les articles homonymes, voir Elbers.
Dirk Elbers, né le 11 décembre 1959 à Düsseldorf (Allemagne), est un homme politique allemand, membre du CDU, actuellement maire de Düsseldorf. Après la mort de Joachim Erwin, Elbers a été élu maire le 2 juin 2008.